# ゲゲゲの鬼太郎 逆襲!妖魔大血戦
『ゲゲゲの鬼太郎 逆襲!妖魔大血戦』（ゲゲゲのきたろう ぎゃくしゅう！ようまだいけっせん）は、2003年12月11日にコナミから発売されたPlayStation用の横スクロールアクションゲーム。ドット絵による2D横スクロールアクションゲームであり、鬼太郎の持つ多彩な攻撃能力を任意に使い分けて敵妖怪に立ち向かう。他の水木しげる生誕80周年記念作品のゲームと同じく、アニメ版ではなく原作のデザインが使用されている。

## システム

### 主人公と仲間たち
鬼太郎
声 - 松本梨香
本作の主人公。幽霊族最後の生き残り。人間に悪さをする妖怪を懲らしめる。
目玉の親父
声 - 熊倉一雄
鬼太郎の父親。主に敵ボスの解説をする。
砂かけ婆
声 - 堀絢子
砂を撒く老人の姿をした妖怪。前方の敵に砂をかけて攻撃する。
子泣き爺
声 - 穂積隆信
体重を自在に変化させる妖怪。敵にしがみついて動きを止める。
ぬりかべ
声 - 富田耕生
大きな壁のような妖怪。巨体で敵の攻撃を防ぐ。
一反木綿
声 - 緒方賢一
空を飛ぶ布の妖怪。鬼太郎を乗せて飛ぶ事ができる。
猫娘
声 - 宮村優子
魚や鼠を見ると猫に化ける少女の妖怪。鬼太郎の背後の敵を攻撃する。
ねずみ男
声 - 野沢那智
鬼太郎の悪友で欲望に忠実な半妖怪。おならで攻撃するが、広範囲に広がったり、逆に攻撃しない時もある。
つるべ火
火の妖怪。暗い場所で明かりを照らしてくれる。

### 武器
毛針
溜めをせずに使用できる通常の攻撃手段。
ちゃんちゃんこ
手に持った状態で振り回し、敵の撃った弾を跳ね返して攻撃することができる。
リモコン下駄
溜め攻撃。画面内の敵すべてに命中する。
指鉄砲
溜め攻撃。前方向へ放射状に弾を発射。
体内放電
溜め攻撃。鬼太郎の周囲を電撃で包み、敵に接近して攻撃する。鬼太郎へのダメージ判定は存在するのでバリヤーではない。

### 各ステージについて
万年雪山
目玉親父によれば穏やかな場所であるというが、冷凍妖怪たちの仕業で凍死者が相次いでいた。
氷の洞窟
万年雪山の先にある洞窟。ここで雪男と雪女が待ち構えている。
幽霊屋敷
元々はごく普通の家であったが、白山坊ら妖怪が住み着いてしまった。
鬼泣き墓場
大型妖怪の目撃談が相次いで報告されていた墓場。
涙草原
鬼泣き墓場の先にある草原。ここにガシャドクロが出没していた。
地底洞窟
この世とあの世の境目が生じた洞窟。
ダイヤモンド鉱山
和入道が人間をダイヤモンドにしていた場所。
百足村(ひゃくあしむら)
樹海
妖怪城
空中妖怪城
日本国外の妖怪が巣食う空飛ぶ城。

## 敵キャラクター
餓鬼
鬼火
火車
手の目
傘化け
鬼
雪ん子
蝙蝠
麻桶毛
逆さ首
足洗い邸
朱の盆
つるべ落とし
二つ首のミイラ妖怪
ラグレシアの根
ラグレシア（小）
ガイコツガラス
魔女

### ボス
たんたん坊
声 - 飯塚昭三
四国の妖怪岩に封じられていた妖怪城の城主。復活して他の妖怪と手を組み、人間を襲わせていた。
モウリョウ
声 - ?
死体に取り憑く妖怪。実体を持たない為鬼太郎の攻撃は効かず、倒すにはモウリョウの攻撃を跳ね返して当てる必要がある。
カミナリ
声 - 広瀬正志
電気妖怪。落雷事故を起こしていた張本人。
雪男
声 - 広瀬正志
雪山で人間を遭難させていた妖怪。雪女と組んでいる。
雪女
声 - 高島雅羅
雪山で人間を遭難させていた妖怪。雪男と組んでいる。
輪入道
声 - 西松和彦
人間をダイヤモンドに変えて食べる妖怪。
白山坊
声 - 内藤玲
人間の家屋に住みついた悪い古ぎつね。無機物に化けるのを得意としている。
大ムカデ
声 - かねこはりい
巨大な百足の妖怪。薬のために仲間のムカデを殺されたため、人間を襲う。
ガシャドクロ
声 - なし
骸骨の姿をした大型妖怪。野ざらしの髑髏から生まれた無念の霊の集合体。
夜行さん
声 - 蓮岳大
あの世の餓鬼を取り締まる妖怪。首無し馬に乗って鎌を振るう一つ目の鬼。鬼太郎を敵と思い彼と闘うハメに。
かまいたち
声 - 大竹宏
たんたん坊の仲間。手の鎌を使い真空波を起こす。
二口女
声 - ?
たんたん坊の仲間。蛇のような髪を伸ばして攻撃する。
フランケンシュタイン
声 - 蓮岳大
西洋妖怪の一人。強大なパワーを持つ人造人間。復活装置を全て破壊してから倒さない限り何度でも復活する。
ラグレシア
声 - 竹内順子
南方出身の吸血花。巨大な本体から破壊光線を発射する。
吸血鬼ドラキュラ
声 - 大塚明夫
西洋妖怪の副大将。真の妖怪大統領誕生のために鬼太郎を狙う。
バックベアード
声 - 小林清志
西洋妖怪の総大将。物語の黒幕であり、このゲームの最終ボス。

### その他の妖怪
アゼハシリ
狐狸の霊魂。幽霊屋敷ステージに出現する目玉で、攻撃判定のない背景。

### その他
- 山田（声 - 森訓久）
- ナレーション（声 - 前田剛）
- 石井康嗣
- 種子